# Harry's Bar
Ne doit pas être confondu avec Harry's New York Bar.

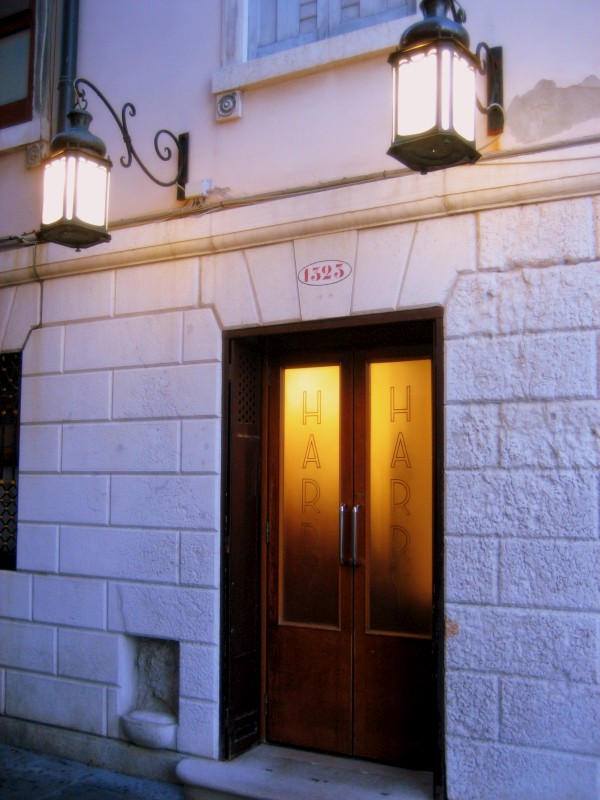
L'entrée du Harry's Bar à Venise.

Le Harry's Bar est un restaurant historique de Venise fondé en 1931 par Giuseppe Cipriani (it).

## Histoire
Le bar fondé en 1931, soit vingt ans après le Harry's New York Bar situé à Paris, par Giuseppe Cipriani (it) tire son nom, comme le raconte son fondateur, de celui d'un jeune étudiant américain dont personne n'a retrouvé la trace, Harry Pickering qui, arrivé à Venise dans les années 1920 avec l'une de ses tantes pour tenter de soigner un début d'alcoolisme, se vit abandonné là par celle-ci avec très peu d'argent à la suite d'un litige. Giuseppe Cipriani, alors barman de l'hôtel (l'hôtel Europe) dans lequel résidait l'Américain, attendri par cette histoire, prêta 10 000 lires, somme considérable pour l'époque, au jeune homme pour lui permettre de rentrer dans son pays. Quelques années plus tard, Harry Pickering, guéri de son alcoolisme, revint à Venise, retrouva la trace de Cipriani et, en signe de gratitude, non seulement lui restitua la somme initiale mais ajouta 30 000 lires pour que l'ancien barman puisse s'installer à son nom. Cipriani décida d'appeler son établissement le Harry's Bar en l'honneur de son bienfaiteur, inaugurant son activité le 13 mai 1931.
Le lieu originel était un fonds de commerce de quarante-cinq mètres carrés, déjà situé à l'emplacement actuel, tout près de la place Saint-Marc, au début de la Calle Vallaresso, du côté du Grand Canal. À l'époque, le pont reliant directement la place n'était pas encore construit et le bar se trouvait ainsi dans un cul-de-sac, ce qui n'était pas pour déplaire à Cipriani qui voyait là une possibilité de se créer une clientèle venue spécialement plutôt qu'une clientèle de passage.
La salle, qui faisait fonction de bar et de restaurant, eut un succès immédiat, surtout auprès d'une clientèle d'intellectuels et d'aristocrates dont Venise était l'une des destinations privilégiées. Le premier (demeuré l'unique) livre d'or a recueilli les signatures de Guglielmo Marconi, Arturo Toscanini, Georges Braque, Charlie Chaplin, Barbara Hutton, Somerset Maugham ou encore Orson Welles.
Le restaurant se distingue également par sa cuisine simple de pêcheur et de paysan, à une époque où la gastronomie française était la norme.
Le type de clientèle du Harrys' Bar attira l'attention des autorités fascistes qui le considéraient comme un point de rencontre d'homosexuels et de Juifs fortunés. Quand le régime adopta les lois raciales de 1938, Cipriani reçut l'ordre d'afficher l'interdiction d'entrée aux juifs, ordre qu'il contourna en apposant le panonceau non pas à l'entrée du bar mais à la porte des cuisines.
Durant la Seconde Guerre mondiale, le bar fut réquisitionné et transformé en cantine pour les marins. À la fin des hostilités, il retrouva son activité régulière. Durant l'hiver 1949-1950 l'écrivain américain Ernest Hemingway devint un habitué, au point d'avoir sa table personnelle à usage exclusif, nouant même des liens amicaux avec Cipriani. Il achevait à cette époque la rédaction de son roman Au-delà du fleuve et sous les arbres, dans lequel le Harry's Bar est cité de nombreuses fois.
Le Harry's Bar a été déclaré patrimoine national par le ministère des Affaires culturelles italien en 2001. La gestion de l'établissement, après que Giuseppe Cipriani s'est retiré, est passée à son fils Arrigo.

## Spécialités
Giuseppe Cipriani a créé pour sa clientèle toute une série de recettes originales de cocktails et de plats. Ses deux créations les plus célèbres, à la notoriété internationale, sont le cocktail Bellini et le carpaccio.

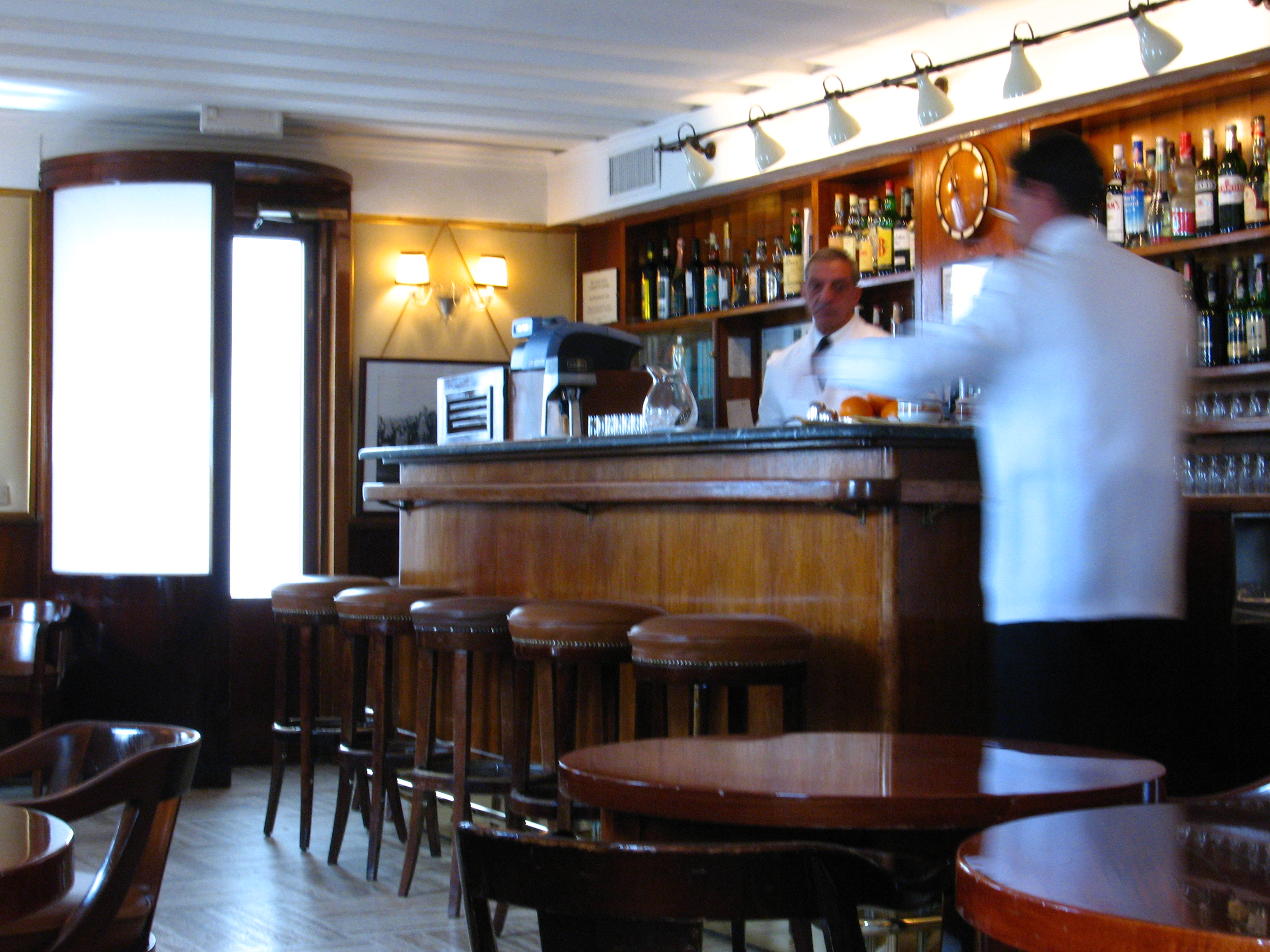
Intérieur.
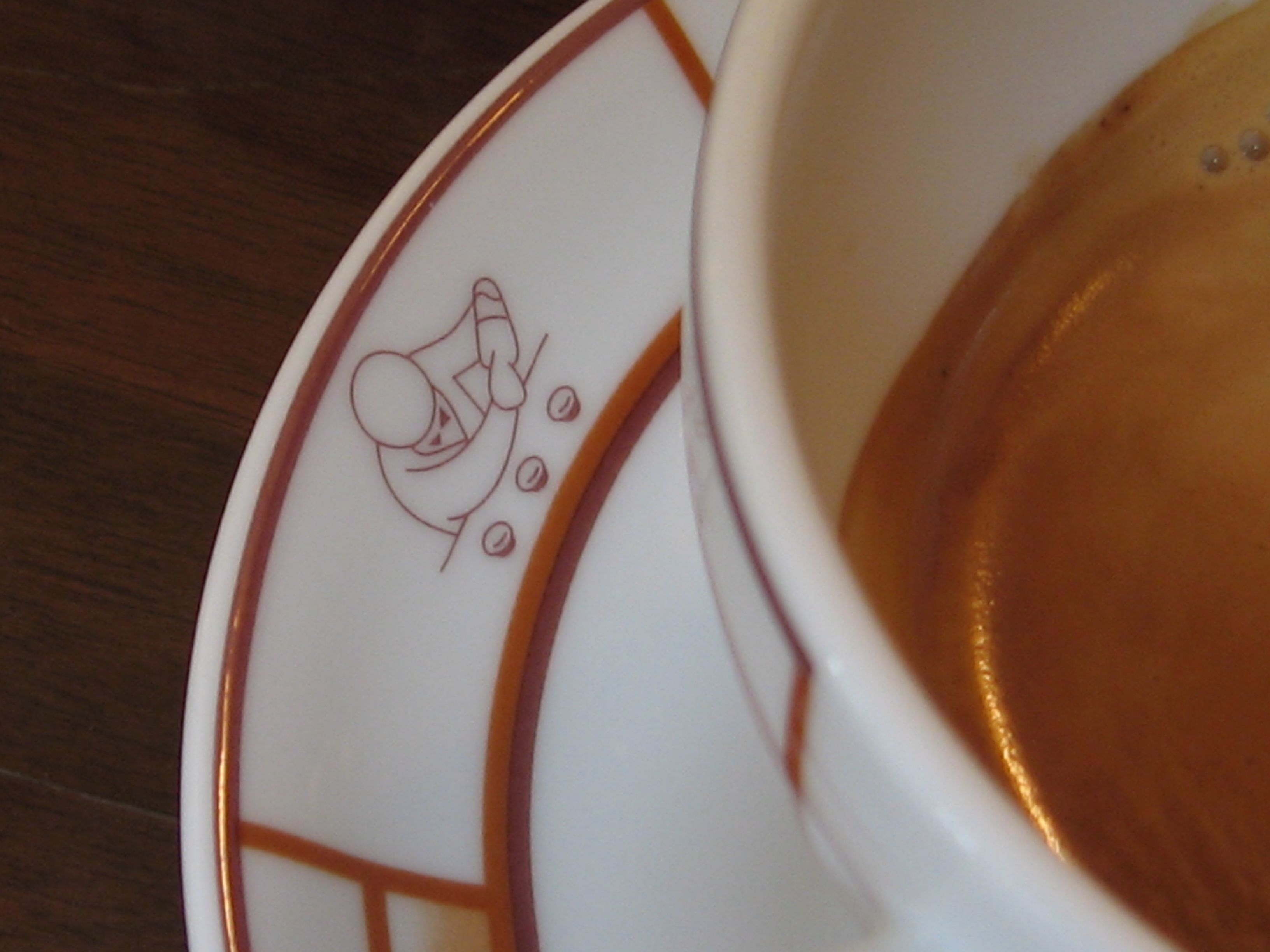
Logo du Harry's bar sur une sous-tasse.
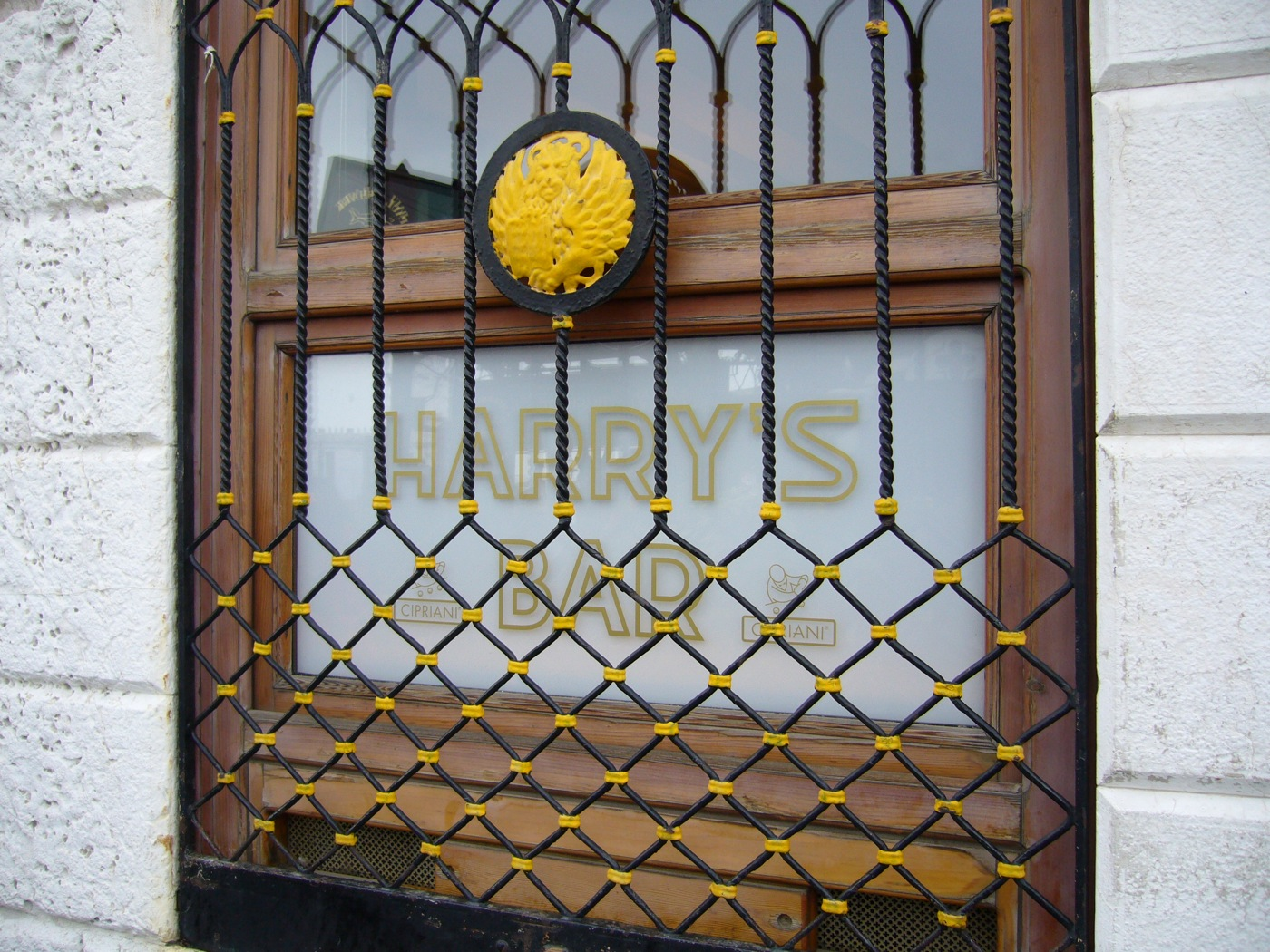
Une de ses fenêtres.
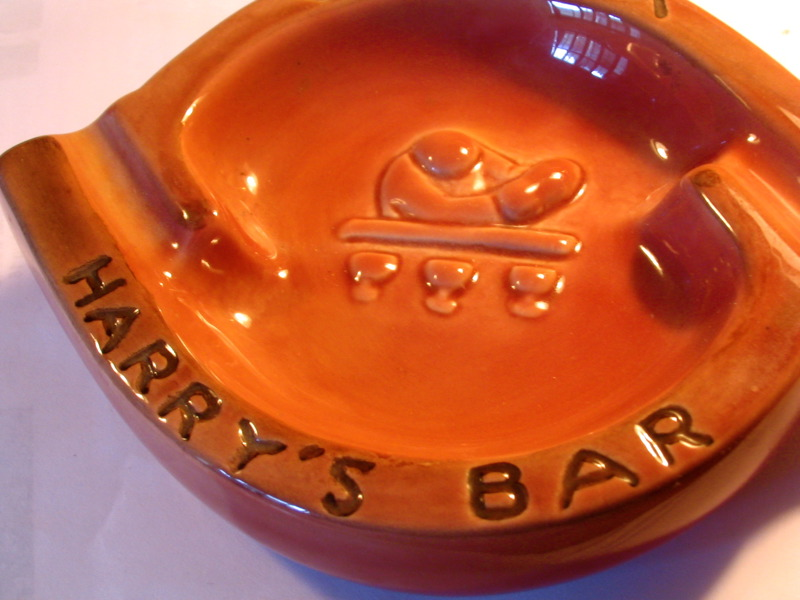
Cendrier.